# Nothing but the Beat
Nothing but the Beat là album phòng thu thứ năm của nam DJ và nhà sản xuất người Pháp David Guetta, được phát hành vào ngày 26 tháng 8 năm 2011. Nothing but the Beat được phát hành dưới dạng album đôi, với đĩa CD thứ nhất bao gồm các ca khúc có sự hợp tác của những nghệ sĩ đến từ thế giới nhạc R&B, hip hop và pop như Lil Wayne, Nicki Minaj, Usher, Jennifer Hudson, Jessie J và Sia. Ngoài ra còn có các ca khúc với sự góp giọng của hai nam ca sĩ will.i.am và Akon, cả hai người đều đã từng hợp tác với Guetta trong album phòng thu trước đó của anh, One Love. Trong khi đó, đĩa CD thứ hai lại bao gồm các ca khúc nhạc sàn không lời. Đây cũng là album đầu tiên của Guetta không có sự góp giọng của người bạn hợp tác lâu năm, Chris Willis. Nothing but the Beat nhận được khá nhiều ý kiến trái chiều từ các nhà phê bình.
Album đã có bốn đĩa đơn đạt được thành công lớn trên bảng xếp hạng Billboard Hot 100, đó là "Where Them Girls At", "Without You", "Turn Me On" và "Titanium", trở thành đĩa đơn thứ tư thứ năm, thứ sáu và thứ bảy trong sự nghiệp của Guetta lọt được vào Top 20 trên bảng xếp hạng này. Vào ngày 30 tháng 11 năm 2011, album nhận được một đề cử cho Album nhạc điện tử/dance xuất sắc nhất tại Giải Grammy lần thứ 54. Đến tháng 10 năm 2012, tính riêng ở Mỹ, album đã bán được hơn 407,000 bản, và đã được chứng nhận đĩa Bạch kim bởi Liên đoàn Công nghiệp ghi âm quốc tế cho hơn 1,000,000 bản được tiêu thụ trên toàn chấu Âu.
Album được phát hành lại vào ngày 7 tháng 9 năm 2012 dưới tựa đề, Nothing but the Beat 2.0. Phiên bản này bao gồm sáu ca khúc mới, trong đó có đĩa đơn, "She Wolf (Falling to Pieces)", ca khúc có sự góp giọng của Sia, người đã từng hợp tác với Guetta trong đĩa đơn "Titanium" của phiên bản trước. Một số ca khúc trong phiên bản đầu tiên đã bị bỏ đi trong phiên bản tái phát hành, nhưng các ca khúc chọn làm đĩa đơn vẫn được giữ lại.

## Đĩa đơn
Đĩa đơn đầu tiên, "Where Them Girls At", một sản phẩm hợp tác giữa Guetta với Flo Rida và Nicki Minaj, được phát hành vào ngày 2 tháng 5 năm 2011. Ca khúc được phát hành sớm hơn dự kiến do có một số tin tặc đã tuồn lên mạng bản acapella phần rap của ca khúc, và thêm vào đó những giai điệu phối khí của riêng họ. Ca khúc ra mắt tại vị trí #14 trên bảng xếp hạng Billboard Hot 100, trở thành đĩa đơn thứ ba trong sự nghiệp của Guetta lọt vào Top 20 ở Mỹ. "Where Them Girls At" cũng lọt được vào Top 10 trên bảng xếp hạng của nhiều quốc gia, đặc biệt là vị trí quán quân trên bảng xếp hạng UK Dance Chart.
"Little Bad Girl", hợp tác với Taio Cruz và Ludacris, là đĩa đơn thứ hai từ album và được phát hành vào ngày 27 tháng 6 năm 2011. Video âm nhạc của ca khúc được đăng tải vào ngày 18 tháng 7 năm 2011. "Little Bad Girl" đã lọt vào Top 10 bảng xếp hạng của nhiều quốc gia, đặc biệt là vị trí quán quân ở Venezuela. Tuy nhiên, Mỹ là quốc gia duy nhất mà ca khúc không đạt được thành công cho lắm, chỉ đạt được vị trí cao nhất là #70.
"Without You", hợp tác với Usher, là đĩa đơn thứ ba từ album. Video âm nhạc của ca khúc được đăng tải vào ngày 14 tháng 10 năm 2011. "Without You" được gửi đến đài phát thanh mainstream ở Mỹ vào ngày 27 tháng 9 năm 2011. Ca khúc đã đạt được nhiều thành công thương mại quốc tế và lọt vào Top 10 tại Mỹ.
"Titanium", hợp tác với Sia, được phát hành vào ngày 9 tháng 12 năm 2011 và cũng là đĩa đơn quốc tế thứ tư của album. Ban đầu, "Titanium" chỉ được phát hành như một đĩa đơn quảng bá cho Nothing but the Beat, nhưng sau đó, ca khúc này lại nhận được nhiều thành công lớn về mặt thương mại, lọt được vào các bảng xếp hạng lớn trên khắp thế giới nên đã được chọn làm đĩa đơn chính thức. Ở Mỹ, đây lại là đĩa đơn thứ năm, chính thức được gửi đến đài phát thanh Top 40, Mainstream và Rhythmic vào ngày 24 tháng 4 năm 2012.
"Turn Me On", hợp tác với Nicki Minaj, là đĩa đơn thứ tư ở Mỹ, chính thức được gửi đến đài phát thanh Top 40, Mainstream và Rhythmic vào ngày 13 tháng 12 năm 2012. Sau đó, ca khúc được chọn làm đĩa đơn quốc tế thứ năm và được phát hành vào tháng 1 năm 2012. Video âm nhạc cho "Turn Me On" được quay trong tháng 11 năm 2011 bởi đạo diễn Sanji và được đăng tải vào ngày 31 tháng 1 năm 2012.
"I Can Only Imagine", hợp tác với Chris Brown và Lil Wayne, là đĩa đơn thứ sáu của album và được phát hành vào ngày 2 tháng 5 năm 2012. Video âm nhạc, dưới sự đạo diễn của Colin Tilley, được quay vào cuối tháng 5 năm 2012 và được đăng tải vào ngày 2 tháng 7 năm 2012. "I Can Only Imagine" đạt được vị trí quán quân ở Bỉ và vị trí á quân ở Hungary. Ca khúc được gửi tới đài phát thanh Mỹ vào ngày 7 tháng 8 năm 2012, tuy nhiên ở Mỹ, ca khúc chỉ đạt được vị trí cao nhất là #44.
"She Wolf (Falling to Pieces)", hợp tác với Sia, là đĩa đơn thứ bảy của album và được phát hành vào ngày 21 tháng 8 năm 2012. Đây cũng là đĩa đơn đầu tiên từ album tái phát hành, Nothing but the Beat 2.0. Một EP với phiên bản mở rộng cùng với hai bản phối khí của ca khúc thực hiện bởi Michael Calfan và Sandro Silva được phát hành độc quyền trên Beatport vào ngày 7 tháng 8 năm 2012. Đĩa đơn cùng với EP phối khí được phát hành chính thức trên iTunes và Amazon vào ngày 21 tháng 8 năm 2012, còn phiên bản đĩa CD được phát hành vào ngày 24 tháng 8 năm 2012.. "She Wolf (Falling to Pieces)" được gửi đến đài phát thanh Mỹ vào tháng 1 năm 2013.
"Just One Last Time", hợp tác với Taped Rai, là đĩa đơn thứ tám của album và được phát hành vào ngày 15 tháng 11 năm 2012.

## Danh sách ca khúc

### Nothing but the Beat
| Đĩa 1: Vocal Album | Đĩa 1: Vocal Album                                               | Đĩa 1: Vocal Album | Đĩa 1: Vocal Album                                          | Đĩa 1: Vocal Album |
| STT                | Nhan đề                                                          | Sáng tác | Sản xuất                                                    | Thời lượng         |
| ------------------ | ---------------------------------------------------------------- | --- | ----------------------------------------------------------- | ------------------ |
| 1.                 | "Where Them Girls At" (hợp tác với Flo Rida & Nicki Minaj)       | Tramar Dillard, Onika Maraj, Juan Silinas, Oscar Silinas, Jared Cotter, Michael Caren, David Guetta, Giorgio Tuinfort, Sandy Vee                    | Guetta, Vee, Caren                                          | 3:30               |
| 2.                 | "Little Bad Girl" (hợp tác với Taio Cruz & Ludacris)             | Taio Cruz, Christopher Bridges, Guetta, Tuinfort, Frédéric Riesterer                                                                                | Guetta, Tuinfort, Riesterer, Black Raw*                     | 3:12               |
| 3.                 | "Turn Me On" (hợp tác với Nicki Minaj)                           | Ester Dean, Guetta, Tuinfort | Guetta, Tuinfort, Black Raw*                                | 3:19               |
| 4.                 | "Sweat" (Snoop Dogg vs. David Guetta)                            | Calvin Broadus, Cheri Williams, Derek Jenkins, Dwayne Richardson, Cassio Ware, David Singer-Vine, Niles Hollowell-Dhar, Guetta, Tuinfort, Riesterer | Guetta, Tuinfort, Riesterer                                 | 3:16               |
| 5.                 | "Without You" (hợp tác với Usher)                                | Usher Raymond IV, Cruz, Rico Love, Guetta, Tuinfort, Riesterer                                                                                      | Guetta, Tuinfort, Riesterer, Black Raw*                     | 3:28               |
| 6.                 | "Nothing Really Matters" (hợp tác với will.i.am)                 | William Adams, Guetta, Tuinfort, Riesterer, Pierre-Luc Rioux                                                                                        | Guetta, Tuinfort, Riesterer                                 | 3:39               |
| 7.                 | "I Can Only Imagine" (hợp tác với Chris Brown & Lil Wayne)       | Christopher Brown, Dwayne Carter, Jacob Luttrell, Nasri Atweh, Guetta, Tuinfort, Riesterer                                                          | Guetta, Riesterer, Black Raw*                               | 3:29               |
| 8.                 | "Crank It Up" (hợp tác với Akon)                                 | Aliaune Thiam, Guetta, Tuinfort, Riesterer | Guetta, Tuinfort, Riesterer, Fabian Lenseen*, Silvio Ecomo* | 3:12               |
| 9.                 | "I Just Wanna F" (Guetta & Afrojack hợp tác với Timbaland & Dev) | Jacob Luttrell, Amy Kaup, Jessica Sarangay, Singer-Vine, Hollowell-Dhar, Guetta, Nick van de Wall                                                   | Guetta, Afrojack                                            | 3:23               |
| 10.                | "Night of Your Life" (hợp tác với Jennifer Hudson)               | Crystal Johnson, Anthony Preston, Guetta, Tuinfort                                                                                                  | Guetta, Tuinfort                                            | 3:41               |
| 11.                | "Repeat" (hợp tác với Jessie J)                                  | Jessica Cornish, The Invisible Men, Ali Tennant, Guetta, Tuinfort, Riesterer                                                                        | Guetta, Tuinfort, Riesterer                                 | 3:26               |
| 12.                | "Titanium" (hợp tác với Sia)                                     | Sia Furler, Guetta, Tuinfort, van de Wall | Guetta, Tuinfort, Afrojack                                  | 4:05               |
| Tổng thời lượng:   | Tổng thời lượng:                                                 | Tổng thời lượng: | Tổng thời lượng:                                            | 41:44              |

| Ca khúc tặng kèm phiên bản Đặc biệt kỹ thuật số | Ca khúc tặng kèm phiên bản Đặc biệt kỹ thuật số       | Ca khúc tặng kèm phiên bản Đặc biệt kỹ thuật số                     | Ca khúc tặng kèm phiên bản Đặc biệt kỹ thuật số | Ca khúc tặng kèm phiên bản Đặc biệt kỹ thuật số |
| STT                                             | Nhan đề                                               | Sáng tác                                                            | Sản xuất                                        | Thời lượng                                      |
| ----------------------------------------------- | ----------------------------------------------------- | ------------------------------------------------------------------- | ----------------------------------------------- | ----------------------------------------------- |
| 13.                                             | "I'm a Machine" (hợp tác với Crystal Nicole & Tyrese) | Crystal Johnson, David Guetta, Giorgio Tuinfort, Frédéric Riesterer | Guetta, Tuinfort, Riesterer                     | 3:34                                            |

| Ca khúc tặng kèm phiên bản ở Úc | Ca khúc tặng kèm phiên bản ở Úc        | Ca khúc tặng kèm phiên bản ở Úc | Ca khúc tặng kèm phiên bản ở Úc               | Ca khúc tặng kèm phiên bản ở Úc |
| STT                             | Nhan đề                                | Sáng tác | Sản xuất                                      | Thời lượng                      |
| ------------------------------- | -------------------------------------- | --- | --------------------------------------------- | ------------------------------- |
| 13.                             | "Where Them Girls At" (Afrojack Remix) | Tramar Dillard, Onika Maraj, Juan Silinas, Oscar Silinas, Jared Cotter, Michael Caren, David Guetta, Giorgio Tuinfort, Sandy Vee, Nick van de Wall | David Guetta, Sandy Wilhelm, Nick van de Wall | 6:24                            |

| Đĩa 2: Electronic Album | Đĩa 2: Electronic Album                | Đĩa 2: Electronic Album                                                            | Đĩa 2: Electronic Album        | Đĩa 2: Electronic Album |
| STT                     | Nhan đề                                | Sáng tác                                                                           | Sản xuất                       | Thời lượng              |
| ----------------------- | -------------------------------------- | ---------------------------------------------------------------------------------- | ------------------------------ | ----------------------- |
| 1.                      | "The Alphabeat"                        | David Guetta, Giorgio Tuinfort                                                     | Guetta, Tuinfort, Black Raw*   | 4:29                    |
| 2.                      | "Lunar" (David Guetta & Afrojack)      | David Guetta, Nick van de Wall, Giorgio Tuinfort                                   | Guetta, Afrojack               | 5:16                    |
| 3.                      | "Sunshine" (David Guetta & Avicii)     | David Guetta, Tuinfort, Tim Bergling                                               | Guetta, Tim Bergling, Tuinfort | 6:01                    |
| 4.                      | "Little Bad Girl" (Instrumental Edit)  | Taio Cruz, Christopher Bridges, David Guetta, Giorgio Tuinfort, Frédéric Riesterer | Guetta, Tuinfort, Riesterer    | 4:02                    |
| 5.                      | "Metro Music"                          | David Guetta, Giorgio Tuinfort                                                     | Guetta, Tuinfort               | 4:13                    |
| 6.                      | "Toy Story"                            | David Guetta, Giorgio Tuinfort                                                     | Guetta, Tuinfort               | 3:44                    |
| 7.                      | "The Future" (David Guetta & Afrojack) | David Guetta, Nick van de Wall                                                     | Guetta, Afrojack               | 4:16                    |
| 8.                      | "Dreams"                               | David Guetta, Giorgio Tuinfort, Frédéric Riesterer                                 | Guetta, Riesterer, Tuinfort    | 4:48                    |
| 9.                      | "Paris"                                | David Guetta, Frédéric Riesterer                                                   | Guetta, Riesterer              | 4:40                    |
| 10.                     | "Glasgow"                              | David Guetta, Giorgio Tuinfort                                                     | Guetta, Tuinfort, Black Raw*   | 5:13                    |
| Tổng thời lượng:        | Tổng thời lượng:                       | Tổng thời lượng:                                                                   | Tổng thời lượng:               | 46:46                   |

| Đĩa 3: Extended Remix (bản Đặc biệt) | Đĩa 3: Extended Remix (bản Đặc biệt)                                                            | Đĩa 3: Extended Remix (bản Đặc biệt) |
| STT                                  | Nhan đề                                                                                         | Thời lượng                           |
| ------------------------------------ | ----------------------------------------------------------------------------------------------- | ------------------------------------ |
| 1.                                   | "Where Them Girls At" (hợp tác với Flo Rida & Nicki Minaj) (Nicky Romero & Sidney Samson Remix) | 4:18                                 |
| 2.                                   | "Turn Me On" (hợp tác với Nicki Minaj) (Sidney Samson Remix)                                    | 5:15                                 |
| 3.                                   | "Sweat" (Snoop Dogg vs. David Guetta) (David Guetta & Afrojack Dub Remix)                       | 6:03                                 |
| 4.                                   | "Paris"                                                                                         | 4:03                                 |
| 5.                                   | "Without You" (hợp tác với Usher) (Nicky Romero Remix)                                          | 4:15                                 |
| 6.                                   | "Little Bad Girl" (hợp tác với Taio Cruz & Ludacris) (New Club Edit)                            | 4:14                                 |
| 7.                                   | "The Future" (David Guetta & Afrojack)                                                          | 3:56                                 |
| 8.                                   | "Titanium" (hợp tác với Mey)                                                                    | 4:00                                 |
| 9.                                   | "Sunshine" (David Guetta & Avicii)                                                              | 5:30                                 |
| 10.                                  | "Lunar" (David Guetta & Afrojack)                                                               | 4:50                                 |

(*) sản xuất bổ sung

### Nothing but the Beat 2.0
| STT | Nhan đề                                                                         | Thời lượng |
| --- | ------------------------------------------------------------------------------- | ---------- |
| 1.  | "Titanium" (hợp tác với Sia)                                                    | 4:05       |
| 2.  | "Turn Me On" (hợp tác với Nicki Minaj)                                          | 3:19       |
| 3.  | "She Wolf (Falling to Pieces)" (hợp tác với Sia)                                | 3:42       |
| 4.  | "Without You" (hợp tác với Usher)                                               | 3:28       |
| 5.  | "I Can Only Imagine" (hợp tác với Chris Brown & Lil Wayne)                      | 3:29       |
| 6.  | "Play Hard" (hợp tác với Ne-Yo & Akon)                                          | 3:21       |
| 7.  | "Wild One Two" (Jack Back hợp tác với David Guetta, Nicky Romero & Sia)         | 3:09       |
| 8.  | "Just One Last Time" (hợp tác với Taped Rai)                                    | 3:47       |
| 9.  | "In My Head" (David Guetta & Daddy's Groove hợp tác với Nervo)                  | 3:51       |
| 10. | "Where Them Girls At" (hợp tác với Nicki Minaj & Flo Rida)                      | 3:14       |
| 11. | "Little Bad Girl" (hợp tác với Taio Cruz & Ludacris)                            | 3:11       |
| 12. | "Sweat" (Snoop Dogg vs. David Guetta)                                           | 3:16       |
| 13. | "Crank It Up" (hợp tác với Akon)                                                | 3:12       |
| 14. | "Nothing Really Matters" (hợp tác với will.i.am)                                | 3:39       |
| 15. | "Just One Last Time" (hợp tác với Taped Rai)                                    | 3:46       |
| 16. | "Every Chance We Get We Run" (David Guetta & Alesso hợp tác với Tegan and Sara) | 4:00       |
| 17. | "Sunshine (Edit)" (David Guetta & Avicii)                                       | 3:52       |
| 18. | "Lunar (Edit)" (David Guetta & Afrojack)                                        | 3:10       |
| 19. | "What the F***"                                                                 | 4:07       |
| 20. | "Metropolis (Edit)" (David Guetta & Nicky Romero)                               | 3:10       |
| 21. | "The Alphabeat"                                                                 | 4:29       |
| 22. | "Toy Story"                                                                     | 3:45       |

| Phiên bản ở Mỹ | Phiên bản ở Mỹ                                                                | Phiên bản ở Mỹ |
| STT            | Nhan đề                                                                       | Thời lượng     |
| -------------- | ----------------------------------------------------------------------------- | -------------- |
| 1.             | "Titanium" (hợp tác với Sia)                                                  | 4:05           |
| 2.             | "Turn Me On" (hợp tác với Nicki Minaj)                                        | 3:19           |
| 3.             | "She Wolf (Falling to Pieces)" (hợp tác với Sia)                              | 3:42           |
| 4.             | "Without You" (hợp tác với Usher)                                             | 3:28           |
| 5.             | "I Can Only Imagine" (hợp tác với Chris Brown & Lil Wayne)                    | 3:29           |
| 6.             | "Play Hard" (hợp tác với Ne-Yo & Akon)                                        | 3:21           |
| 7.             | "Wild One Two" (Jack Back hợp tác với David Guetta, Nicky Romero & Sia)       | 3:09           |
| 8.             | "Just One Last Time" (hợp tác với Taped Rai)                                  | 3:47           |
| 9.             | "In My Head" (David Guetta & Daddy's Groove hợp tác với Nervo)                | 3:51           |
| 10.            | "Where Them Girls At" (hợp tác với Nicki Minaj & Flo Rida)                    | 3:14           |
| 11.            | "Little Bad Girl" (hợp tác với Taio Cruz & Ludacris)                          | 3:11           |
| 12.            | "Sweat (Remix)" (Snoop Dogg vs. David Guetta)                                 | 3:16           |
| 13.            | "Crank It Up" (hợp tác với Akon)                                              | 3:12           |
| 14.            | "I Just Wanna F." (David Guetta & Afrojack featuring Timbaland & Dev)         | 3:23           |
| 15.            | "Nothing Really Matters" (hợp tác với will.i.am)                              | 3:39           |
| 16.            | "Repeat" (hợp tác với Jessie J)                                               | 3:26           |
| 17.            | "Every Chance We Get We Run" (David Guetta & Alesso featuring Tegan and Sara) | 4:00           |
| 18.            | "Sunshine (Edit)" (David Guetta & Avicii)                                     | 3:52           |
| 19.            | "Lunar (Edit)" (David Guetta & Afrojack)                                      | 3:10           |
| 20.            | "What The F***"                                                               | 4:07           |
| 21.            | "Metropolis (Edit)" (David Guetta & Nicky Romero)                             | 3:10           |
| 22.            | "The Alphabeat"                                                               | 4:29           |
| 23.            | "Toy Story"                                                                   | 3:45           |

### Nothing but the Beat: Ultimate
| Đĩa 1 | Đĩa 1                                                                | Đĩa 1 | Đĩa 1                                                       | Đĩa 1      |
| STT   | Nhan đề                                                              | Sáng tác | Sản xuất                                                    | Thời lượng |
| ----- | -------------------------------------------------------------------- | --- | ----------------------------------------------------------- | ---------- |
| 1.    | "Titanium" (hợp tác với Sia)                                         | Sia Furler, Guetta, Tuinfort, van de Wall | Guetta, Tuinfort, Afrojack                                  | 4:05       |
| 2.    | "Turn Me On" (hợp tác với Nicki Minaj)                               | Ester Dean, Guetta, Tuinfort | Guetta, Tuinfort, Black Raw*                                | 3:19       |
| 3.    | "She Wolf (Falling to Pieces)" (hợp tác với Sia)                     | Guetta, Chris Braide, Sia Furler, Giorgio Tuinfort                                                                                                  | Guetta, Tuinfort                                            | 3:42       |
| 4.    | "Without You" (hợp tác với Usher)                                    | Usher Raymond IV, Cruz, Rico Love, Guetta, Tuinfort, Riesterer                                                                                      | Guetta, Tuinfort, Riesterer, Black Raw*                     | 3:28       |
| 5.    | "I Can Only Imagine" (hợp tác với Chris Brown & Lil Wayne)           | Christopher Brown, Dwayne Carter, Jacob Luttrell, Nasri Atweh, Guetta, Tuinfort, Riesterer                                                          | Guetta, Riesterer, Black Raw*                               | 3:29       |
| 6.    | "Play Hard" (hợp tác với Ne-Yo & Akon)                               | Guetta, Aliaune Thiam, Shaffer Smith, Tuinfort, Riesterer                                                                                           | Guetta, Tuinfort, Riesterer                                 | 3:21       |
| 7.    | "Wild One Two" (hợp tác với Nicky Romero & Sia)                      | Guetta, Romero, Tramar Dillard, Raphaël Judrin, Pierre-Antoine Melki, Sia Furler, Axwell, Jacob Luttrell, Marcus Cooper, Benjamin Maddahi           | Guetta, Romero, soFLY & Nius, Axwell                        | 3:09       |
| 8.    | "Just One Last Time" (hợp tác với Taped Rai)                         | Guetta, Tuinfort, Tom Liljegren, Alexander Ryberg                                                                                                   | Guetta, Tuinfort                                            | 3:47       |
| 9.    | "In My Head" (hợp tác với Daddy's Groove & Nervo)                    | Carlo Grieco, Daddy's Groove, Guetta, Giovanni Romano                                                                                               | Daddy's Groove, Guetta                                      | 3:51       |
| 10.   | "Rest of My Life" (hợp tác với Ludacris & Usher)                     | Guetta, Marvin Scandrick, Christopher Bridges, Tuinfort, Oscar Salinas, Usher Raymond IV, Juan Salinas Jr.                                          | Guetta, Tuinfort                                            | 3:52       |
| 11.   | "Where Them Girls At" (hợp tác với Nicki Minaj & Flo Rida)           | Tramar Dillard, Onika Maraj, Juan Silinas, Oscar Silinas, Jared Cotter, Michael Caren, David Guetta, Giorgio Tuinfort, Sandy Vee                    | Guetta, Vee, Caren                                          | 3:14       |
| 12.   | "Little Bad Girl" (hợp tác với Taio Cruz & Ludacris)                 | Taio Cruz, Christopher Bridges, Guetta, Tuinfort, Frédéric Riesterer                                                                                | Guetta, Tuinfort, Riesterer, Black Raw*                     | 3:11       |
| 13.   | "Sweat" (Snoop Dogg vs. David Guetta)                                | Calvin Broadus, Cheri Williams, Derek Jenkins, Dwayne Richardson, Cassio Ware, David Singer-Vine, Niles Hollowell-Dhar, Guetta, Tuinfort, Riesterer | Guetta, Tuinfort, Riesterer                                 | 3:16       |
| 14.   | "Crank It Up" (hợp tác với Akon)                                     | Aliaune Thiam, Guetta, Tuinfort, Riesterer | Guetta, Tuinfort, Riesterer, Fabian Lenseen*, Silvio Ecomo* | 3:12       |
| 15.   | "Nothing Really Matters" (hợp tác với will.i.am)                     | William Adams, Guetta, Tuinfort, Riesterer, Pierre-Luc Rioux                                                                                        | Guetta, Tuinfort, Riesterer                                 | 3:39       |
| 16.   | "I Just Wanna F***" (Guetta & Afrojack hợp tác với Timbaland và Dev) | Jacob Luttrell, Amy Kaup, Jessica Sarangay, Singer-Vine, Hollowell-Dhar, Guetta, Nick van de Wall                                                   | Guetta, Afrojack                                            | 3:23       |
| 17.   | "Repeat" (hợp tác với Jessie J)                                      | Jessica Cornish, The Invisible Men, Ali Tennant, Guetta, Tuinfort, Riesterer                                                                        | Guetta, Tuinfort, Riesterer                                 | 3:26       |
| 18.   | "Night of Your Life" (hợp tác với Jennifer Hudson)                   | Crystal Johnson, Anthony Preston, Guetta, Tuinfort                                                                                                  | Guetta, Tuinfort                                            | 3:41       |
| 19.   | "I'm a Machine" (hợp tác với Crystal Nicole & Tyrese)                | Crystal Johnson, David Guetta, Giorgio Tuinfort, Frédéric Riesterer                                                                                 | Guetta, Tuinfort, Riesterer                                 | 3:34       |

| Đĩa 2 | Đĩa 2                                                      | Đĩa 2                                                                       | Đĩa 2                                              | Đĩa 2      |
| STT   | Nhan đề                                                    | Sáng tác                                                                    | Sản xuất                                           | Thời lượng |
| ----- | ---------------------------------------------------------- | --------------------------------------------------------------------------- | -------------------------------------------------- | ---------- |
| 1.    | "Every Chance We Get We Run" (với Alesso & Tegan and Sara) | Guetta, Giorgio Tuinfort, Frédéric Riesterer, Alesso, Sara Quin, Tegan Quin | Guetta, Alesso, Riesterer, Tuinfort                | 4:00       |
| 2.    | "Little Bad Girl" (Instrumental Club Edit)                 | Guetta, Giorgio Tuinfort, Frédéric Riesterer                                | David Guetta, Giorgio Tuinfort, Frédéric Riesterer | 4:02       |
| 3.    | "Sunshine" (với Avicii)                                    | Guetta, Giorgio Tuinfort, Tim Bergling                                      | David Guetta, Giorgio Tuinfort, Tim Bergling       | 6:01       |
| 4.    | "Lunar" (với Afrojack)                                     | Guetta, Nick van de Wall, Giorgio Tuinfort                                  | David Guetta, Nick van de Wall                     | 5:16       |
| 5.    | "What the F***"                                            | Guetta, Frédéric Riesterer                                                  | David Guetta, Frédéric Riesterer                   | 4:07       |
| 6.    | "Metropolis" (với Nicky Romero)                            | Guetta, Giorgio Tuinfort                                                    | David Guetta, Giorgio Tuinfort, Nicky Romero       | 3:10       |
| 7.    | "The Alphabeat"                                            | Guetta, Giorgio Tuinfort                                                    | David Guetta, Giorgio Tuinfort, Black Raw*         | 4:29       |
| 8.    | "Metro Music"                                              | Guetta, Giorgio Tuinfort                                                    | David Guetta, Giorgio Tuinfort                     | 4:13       |
| 9.    | "Toy Story"                                                | Guetta, Giorgio Tuinfort                                                    | David Guetta, Giorgio Tuinfort                     | 3:44       |
| 10.   | "The Future" (với Afrojack)                                | Guetta, Nick van de Wall                                                    | David Guetta, Nick van de Wall                     | 4:16       |
| 11.   | "Dreams"                                                   | Guetta, Giorgio Tuinfort, Frédéric Riesterer                                | David Guetta, Frédéric Riesterer, Giorgio Tuinfort | 4:48       |
| 12.   | "Paris"                                                    | Guetta, Frédéric Riesterer                                                  | David Guetta, Frédéric Riesterer                   | 4:40       |
| 13.   | "Glasgow"                                                  | Guetta, Giorgio Tuinfort                                                    | David Guetta, Giorgio Tuinfort, Black Raw*         | 5:13       |

- "Play Hard" có sử dụng giai điệu kết hợp với ca khúc "Better Off Alone" của Alice Deejay.[30]
- Phần thông tin được lấy từ ghi chú trong album Nothing but the Beat.[31]

## Xếp hạng và chứng nhận
| Bảng xếp hạng (2011-2012)       | Vị trí cao nhất |
| ------------------------------- | --------------- |
| Australian Albums Chart         | 3               |
| Austrian Albums Chart           | 1               |
| Belgian Albums Chart (Flanders) | 2               |
| Belgian Albums Chart (Wallonia) | 1               |
| Canadian Albums Chart           | 2               |
| Danish Albums Chart             | 14              |
| Dutch Albums Chart              | 3               |
| Finnish Albums Chart            | 7               |
| French Albums Chart             | 1               |
| German Albums Chart             | 1               |
| Greek Albums Chart              | 4               |
| Hungarian Albums Chart          | 8               |
| Irish Albums Chart              | 2               |
| Italian Albums Chart            | 4               |
| Japanese Albums Chart           | 3               |
| Mexican Albums Chart            | 3               |
| New Zealand Albums Chart        | 3               |
| Norwegian Albums Chart          | 5               |
| Polish Albums Chart             | 8               |
| Portuguese Albums Chart         | 1               |
| Spanish Albums Chart            | 1               |
| Swedish Albums Chart            | 19              |
| Swiss Albums Chart              | 1               |
| UK Albums Chart                 | 2               |
| US Dance/Electronic Albums      | 1               |
| US Billboard 200                | 5               |

| Quốc gia | Chứng nhận  | Số đơn vị/doanh số chứng nhận |
| --- | ----------- | ----------------------------- |
| Úc (ARIA) | 2× Bạch kim | 140.000^                      |
| Áo (IFPI Áo) | 2× Bạch kim | 40.000*                       |
| Bỉ (BEA) | Bạch kim    | 30.000*                       |
| Canada (Music Canada) | 2× Bạch kim | 160.000^                      |
| Đan Mạch (IFPI Đan Mạch) | 2× Bạch kim | 40.000‡                       |
| Phần Lan (Musiikkituottajat) | Vàng        | 14,644                        |
| Pháp (SNEP) | Kim cương   | 500.000*                      |
| Đức (BVMI) | 3× Bạch kim | 900.000‡                      |
| Hungary (Mahasz) | Vàng        | 3.000^                        |
| Ireland (IRMA) | Bạch kim    | 15.000^                       |
| Ý (FIMI) | 2× Bạch kim | 100.000‡                      |
| México (AMPROFON) | Bạch kim    | 60.000^                       |
| Hà Lan (NVPI) | Bạch kim    | 50.000^                       |
| New Zealand (RMNZ) | Vàng        | 7.500^                        |
| Ba Lan (ZPAV) | Vàng        | 10.000*                       |
| Bồ Đào Nha (AFP) | Vàng        | 7.500^                        |
| Nga (NFPF) | Vàng        | 5.000*                        |
| Tây Ban Nha (PROMUSICAE) | Bạch kim    | 60.000^                       |
| Thụy Sĩ (IFPI) | 2× Bạch kim | 60.000^                       |
| Anh Quốc (BPI) | 3× Bạch kim | 900.000‡                      |
| Hoa Kỳ (RIAA) | Vàng        | 500.000^                      |
| Tổng hợp |             |                               |
| Châu Âu (IFPI) | Bạch kim    | 1.000.000*                    |
| * Chứng nhận dựa theo doanh số tiêu thụ. ^ Chứng nhận dựa theo doanh số nhập hàng. ‡ Chứng nhận dựa theo doanh số tiêu thụ và phát trực tuyến. |             |                               |

## Lịch sử phát hành
| Quốc gia | Ngày                 | Định dạng               | Hãng đĩa                  | Phiên bản                     |
| -------- | -------------------- | ----------------------- | ------------------------- | ----------------------------- |
| Úc       | 26 tháng 8 năm 2011  | CD, tải kỹ thuật số     | EMI Music                 | Bản Thường                    |
| Đức      | 26 tháng 8 năm 2011  | LP, CD, tải kỹ thuật số | EMI Music                 | Bản Thường                    |
| Ireland  | 26 tháng 8 năm 2011  | CD, tải kỹ thuật số     | EMI Music                 | Bản Thường                    |
| Ấn Độ    | 26 tháng 8 năm 2011  | CD                      | EMI Music                 | Bản Thường                    |
| Hà Lan   | 26 tháng 8 năm 2011  | LP, CD, tải kỹ thuật số | EMI Music                 | Bản Thường                    |
| Anh      | 29 tháng 8 năm 2011  | CD                      | What a Music Ltd.         | Bản Thường                    |
| Đan Mạch | 29 tháng 8 năm 2011  | CD                      | EMI Music                 | Bản Thường                    |
| Canada   | 29 tháng 8 năm 2011  | CD                      | EMI Music                 | Bản Thường                    |
| Ba Lan   | 29 tháng 8 năm 2011  | LP, CD                  | EMI Music                 | Bản Thường                    |
| Pháp     | 29 tháng 8 năm 2011  | LP, CD                  | Virgin Records, EMI Music | Bản Thường                    |
| Ý        | 30 tháng 8 năm 2011  | LP, CD                  | EMI Music                 | Bản Thường                    |
| Mỹ       | 30 tháng 8 năm 2011  | CD                      | Astralwerks               | Bản Thường (phiên bản Mỹ)     |
| Brazil   | 31 tháng 8 năm 2011  | CD                      | EMI Music                 | Bản Thường, bản Đặc biệt      |
| Đức      | 25 tháng 11 năm 2011 | CD                      | EMI Music                 | Bản Đặc biệt                  |
| Úc       | 25 tháng 11 năm 2011 | CD                      | EMI Music                 | Bản Đặc biệt                  |
| Anh      | 28 tháng 11 năm 2011 | CD                      | Positiva Records          | Bản Đặc biệt                  |
| Đan Mạch | 30 tháng 11 năm 2011 | CD                      | EMI Music                 | Bản Đặc biệt                  |
| Đức      | 7 tháng 9 năm 2012   | CD, tải kỹ thuật số     | Virgin Records, EMI Music | Nothing but the Beat 2.0      |
| Anh      | 10 tháng 9 năm 2012  | CD, tải kỹ thuật số     | Virgin Records, EMI Music | Nothing but the Beat 2.0      |
| Ba Lan   | 10 tháng 9 năm 2012  | CD, tải kỹ thuật số     | EMI Music                 | Nothing but the Beat 2.0      |
| Mỹ       | 10 tháng 9 năm 2012  | CD, tải kỹ thuật số     | Capitol Records           | Nothing but the Beat 2.0      |
| Đức      | 7 tháng 12 năm 2012  | CD, tải kỹ thuật số     | Virgin Records            | Nothing but the Beat Ultimate |